# Psyttalia insignipennis
Psyttalia insignipennis är en stekelart som först beskrevs av Granger 1949.  Psyttalia insignipennis ingår i släktet Psyttalia och familjen bracksteklar. Inga underarter finns listade i Catalogue of Life.